# EgeTrans Arena
Die EgeTrans Arena ist eine Mehrzweckhalle in der baden-württembergischen Stadt Bietigheim-Bissingen. Sie ersetzt die Eisarena Ellental als Heimspielstätte der Bietigheim Steelers. Zusätzlich zur MHPArena dient die EgeTrans Arena als Heimspielstätte der SG BBM Bietigheim. Nötig wurde der Bau, da die bisherige Eisarena nicht mehr den heutigen Sicherheitsstandards gerecht wurde und stark sanierungsbedürftig war.

## Geschichte
Am 17. November 2011 begann der Bau der Arena. Am 21. Dezember 2012 wurde die neue Arena mit einem Derby in der 2. Eishockey-Bundesliga der Bietigheim Steelers gegen die Heilbronner Falken eingeweiht. Das Eisstadion war restlos ausverkauft und Bietigheim siegte mit 4:3 nach Verlängerung. Das Eisstadion erfüllt auch den 9000-Punkte-Plan der DEL. Nicht nur die Steelers tragen ihre Heimspiele dort aus. Auch die Profimannschaften des Handballvereins SG BBM Bietigheim spielen in der EgeTrans Arena. Dazu muss die permanente Eisfläche mit einer Spielfläche überdeckt werden.
Der Namenssponsor der Halle ist seit 2012 die Marbacher Spedition EgeTrans. Die Vereinbarung galt zunächst für drei Jahre. Im November 2015, 2018 sowie 2021 wurde der Vertrag jeweils um drei weitere Jahre verlängert.
Am 8. August 2024 kam es zu einem Brand im Saunabereich der Arena, welcher einen Großeinsatz der örtlichen Feuerwehr und einen Schaden von 500.000 Euro verursachte. Der Brand hatte, anders als zuerst gefürchtet, keine Auswirkung auf den Spielbetrieb, welcher normal durchgeführt werden konnte.